# Холмовець (пам'ятка природи)
Хо́лмовець — ботанічна пам'ятка природи місцевого значення в Україні. Розташована в межах Виноградівського району Закарпатської області, на південь від села Холмовець. 
Площа 1 га. Статус надано згідно з рішенням облвиконкому від 23.10.1984 року № 253. Перебуває у віданні ДП «Виноградівське ЛГ» (Затисянське лісництво, кв. 67). 
Статус надано з метою збереження частини лісового масиву (дубово-грабові насадження), де зростає рідкісна реліктова рослина — клокичка периста.